# Oscar Bergendahl
Oscar Karl Erik Bergendahl (* 8. März 1995 in Kungsbacka) ist ein schwedischer Handballspieler. Der 1,92 m große Kreisläufer spielt seit Februar 2023 für den deutschen Bundesligisten SC Magdeburg und steht zudem im Aufgebot der schwedischen Nationalmannschaft.

## Karriere

### Verein
Oscar Bergendahl spielte bis 2014 für seinen Heimatklub HK Aranäs. Für den amtierenden Meister Alingsås HK debütierte er in der folgenden Saison in der ersten schwedischen Liga, der Handbollsligan, wo er 2015, 2016 und 2017 jeweils Meisterschaftszweiter wurde. International nahm er mit Alingsås an der EHF Champions League 2014/15 sowie dem EHF-Pokal 2015/16 und 2016/17 teil. 2018 wechselte der Kreisläufer in die erste dänische Liga, die Håndboldligaen, zu GOG. Mit dem Team aus Gudme spielte er erneut in beiden Wettbewerben sowie der EHF European League. In der Saison 2021/22 wurde er als bester Kreisläufer in das All-Star-Team der Håndboldligaen gewählt. Mit GOG wurde er 2022 dänischer Meister.
Zur Saison 2022/23 nahm ihn der deutsche Bundesligist TVB 1898 Stuttgart unter Vertrag, von dem er im Februar 2023 als Ersatz des verletzten Magnus Saugstrup zum SC Magdeburg wechselte. Mit dem SCM gewann er die EHF Champions League 2022/23 im Finale gegen KS Kielce mit 30:29 nach Verlängerung. Beim IHF Super Globe 2023 gewann er erstmals die Klub-Weltmeisterschaft. Im Jahr 2024 gewann er mit dem SCM den DHB-Pokal und die deutsche Meisterschaft. In der EHF Champions League 2024/25 gewann er mit dem SCM das Finale gegen die Füchse Berlin.

### Nationalmannschaft
In der schwedischen A-Nationalmannschaft debütierte Bergendahl in einem Testspiel im norwegischen Elverum am 8. Juni 2017 gegen Polen. Insgesamt bestritt er 63 Länderspiele, in denen er 100 Tore erzielte.
Bei der Weltmeisterschaft 2021 gewann er mit Schweden die Silbermedaille. Bei der Europameisterschaft 2022 bestritt er alle neun Spiele auf dem Weg zum Titelgewinn, zusätzlich wurde er als bester Defensivspieler des Turniers ausgezeichnet. Beim Gewinn der Bronzemedaille bei der Europameisterschaft 2024 bestritt er alle neun Spiele und warf elf Tore. Bei den Olympischen Spielen in Paris schied er mit Schweden im Viertelfinale aus.

### Saisonbilanzen
| Saison    | Verein        | Spielklasse    | Spiele | Tore | 7-Meter | Feldtore |
| --------- | ------------- | -------------- | ------ | ---- | ------- | -------- |
| 2014/15   | Alingsås HK   | Handbollsligan | 30     | 44   | 0       | 44       |
| 2015/16   | Alingsås HK   | Handbollsligan | 31     | 62   | 0       | 62       |
| 2016/17   | Alingsås HK   | Handbollsligan | 35     | 53   | 0       | 53       |
| 2017/18   | Alingsås HK   | Handbollsligan | 32     | 101  | 0       | 101      |
| 2018/19   | GOG           | Håndboldligaen | 24     | 32   | 0       | 32       |
| 2019/20   | GOG           | Håndboldligaen | 24     | 35   | 0       | 35       |
| 2020/21   | GOG           | Håndboldligaen | 34     | 88   | 0       | 88       |
| 2021/22   | GOG           | Håndboldligaen | 30     | 54   | 0       | 54       |
| 2022/23   | TVB Stuttgart | Bundesliga     | 10     | 19   | 0       | 19       |
| 2022/23   | SC Magdeburg  | Bundesliga     | 17     | 30   | 0       | 30       |
| 2023/24   | SC Magdeburg  | Bundesliga     | 33     | 50   | 0       | 50       |
| 2024/25   | SC Magdeburg  | Bundesliga     | 20     | 10   | 0       | 10       |
| 2014–2025 | gesamt        | gesamt         | 320    | 578  | 0       | 578      |